# SDF-1 (белок)
SDF-1 (англ. Stromal cell-derived factor-1), или CXCL12 (англ. chemokine (C-X-C motif) ligand 12) — хемокин подсемейства CXC, который у человека закодирован геном CXCL12. SDF-1 связывается с рецепторами CXCR4 и CXCR7 и играет важную роль в эмбриональном развитии и гематопоэзе. SDF-1 выступает не только в роли хемоаттрактанта: в некоторых случаях он может стимулировать пролиферацию клеток и способствовать их выживанию.

## Структура гена и мРНК
Ген CXCL12 человека был впервые клонирован в 1995 году. Ген располагается в длинном плече 10-й хромосомы , имеет размер более 88 000 пар нуклеотидов и содержит 5 экзонов.
Альтернативный сплайсинг приводит к синтезу мРНК, которые кодируют несколько изоформ SDF-1: SDF-1α (89 аминокислотных остатков), SDF-1β (93 а. о.), SDF-1γ (119 а. о.), SDF-1δ (140 а. о.), SDF-1ε (90 а. о.) и SDF-1φ (100 а. о.). Первые три экзона, входящие в состав всех вариантов мРНК одинаковы, поэтому N-концевые участки всех изоформ SDF-1 идентичны.

## Распространение
SDF-1 синтезируется многими типами клеток. мРНК, кодирующие SDF-1α и SDF-1β, обнаруживают в сердце, почках, печени, лёгких, поджелудочной железе, плаценте, скелетных мышцах, селезёнке, лимфатических узлах, тимусе, миндалинах и костном мозге, но не в лейкоцитах периферической крови. Кроме того, в отличие от мРНК SDF-1β, мРНК SDF-1α присутствует в головном мозге. мРНК SDF-1α также синтезируется во многих эмбриональных тканях, мРНК SDF-1β встречается в чуть более узком наборе тканей эмбриона с преобладанием в селезёнке. мРНК SDF-1γ в небольших количествах присутствует во многих тканях взрослого организма с преобладанием в сердце. мРНК SDF-1δ, ε и φ детектируют в поджелудочной железе, сердце, печени, почках и некоторых других тканях взрослого организма. мРНК SDF-1δ синтезируется во многих органах эмбриона, в то время как мРНК SDF-1ε и φ присутствует только в почках.

## Функции
SDF-1 выполняет множество функций как во взрослом организме, так и в ходе эмбрионального развития. В первую очередь, SDF-1 является хемоаттрактантом для клеток, которые имеют его рецепторы на мембране, например для B-лимфоцитов и гемопоэтических стволовых клеток. Клетки стромы костного мозга синтезируют SDF-1, который обеспечивает локализацию гемопоэтических клеток-предшественников в их клеточных нишах и не даёт им раньше времени покинуть костный мозг. В эмбриональном развитии SDF-1 управляет миграцией разных типов клеток и играет важную роль в формировании органов.
SDF-1 выступает как ростовой фактор для B-клеток и стимулирует их пролиферацию. Кроме того, SDF-1 может защищать злокачественные В-клетки от апоптоза при хроническом лимфоцитарном лейкозе. 